# Heinrich von Offenberg
Heinrich von Offenberg (ros. Генрих фон Оффенберг; ur. 21 stycznia 1752, zm. 11 listopada 1827 w Mitawie) – szlachcic kurlandzki pełniący różne stanowiska w administracji i sądownictwie Księstwa Kurlandii i Semigalii, a następnie Imperium Rosyjskiego. 

## Życiorys
Urodził się 21 stycznia 1752 roku w Kurlandii. Wywodził się z rodziny ziemiaństwa Niemców bałtyckich. Studia prawnicze odbywał na Uniwersytecie Albertyna w Królewcu w 1772 roku. W 1776 roku rozpoczął karierę na dworze księcia Piotra Birona jako kamerjunkier, a od 1784 roku marszałek dworu. Towarzyszył księciu w czasie podróży zagranicznych pełniąc przy nim funkcję reisemarschalla. W 1786 roku przystąpił do zakonu joannitów. Pełnił kolejno stanowiska: radcy rządowego (1787–1796), pierwszego młodszego radcy (1797–1807), kanclerza kurlandzkiego (1807–1808), landhofmistrza (1808–1818) i prezesa Oberhofgerichtu (1817–1827). 
W związku z odbiciem Mitawy z rąk Napoleona przez Iwana Essena 18 września?/30 września 1812 roku został mianowany tymczasowym gubernatorem kurlandzkim. Następnego dnia miasto wróciło jednak do Francuzów, a Heinrich von Offenberg objął stanowisko 8 grudnia?/20 grudnia 1812 roku, po opuszczeniu miasta przez wrogie wojska. Urząd ten miał pełnić do powrotu gubernatora von Siversa, ten jednak pojawił się w mieście kilka godzin później. Kolejny raz obowiązki gubernatora kurlandzkiego pełnił na początku 1824 roku, w związku z chorobą Emanuela von Stanecke. Został z nich zwolniony 6 lutego?/18 lutego 1824 roku w związku z mianowaniem na to stanowisko Paula von Hahna. 
Oprócz działalności państwowej interesował się również sztuką: był członkiem berlińskiej Akademie der Künste oraz Akademii Sztuk Pięknych w Bolonii, a także jednym z siedmiu założycieli Kurlandzkiego Towarzystwa dla Badania Literatury i Sztuki (założono je 23 listopada 1815 roku w Mitawie). 
Zmarł w Mitawie 11 listopada 1827 roku. Nie założył rodziny.